# 阻剂
在半导体制造中，阻剂，又称抗蚀剂（resist） 是沉积在半导体衬底表面上的一层薄膜，用于将电路图案转移到该衬底上。阻剂可以通过光刻（lithography） 被图案化，形成亚微米（或微米级）尺度的临时掩模，在后续的工艺步骤中保护衬底的选定区域。薄层一般由粘稠溶液制成，阻剂通常是由聚合物或其前体与其它小分子（例如光酸发生剂）按特定配方混合而成的专有材料，以适应特定的光刻技术。用于光刻过程的阻剂称为光刻胶（photoresist）。

## 背景
截至2005年，半导体器件是通过沉积并图案化多层薄膜构建的。图案化步骤（即光刻）决定了器件的功能及其元件的密度。
例如，在现代微处理器的互连层中，导电材料（如铜或铝）镶嵌在电絕緣基体中（通常为氟化二氧化硅或其它低k介電質）。金属图案定义了多条电路，用于将芯片上的晶体管彼此连接，最终通过芯片的引脚与外部设备相连。
半导体工业中最常用的图案化方法是光刻——用光进行图案化。在此过程中，目标衬底被涂覆感光的阻剂并通过具有不透明区与透明区的光罩（photomask）投射短波长光。光掩模通常由有图案的铬层覆盖在石英衬底上。不透明区域在阻剂层中投下的阴影在阻剂层中形成亚微米尺度的明暗图案——即“面图像”。在阻剂层被照射的区域会发生化学和物理变化，例如化学键的形成或断裂，从而引起溶解度的改变。这个“隐像”随后通过适当溶剂显影出来。经过显影并经“曝光后烘烤（post-exposure bake）”步骤后，选定区域的阻剂会在衬底上形成稳定的聚合物图案。该图案可以作为下一工艺步骤的模板。例如，未被阻剂图案保护的衬底区域可以被蚀刻或掺杂，也可以在衬底上选择性地沉积材料。工艺完成后，残余的阻剂可以被去除。有时（尤其在微机电系统的制备中），图案化的阻剂层可能被并入最终产品。通常会重复多次光刻与加工循环以制造复杂器件。
阻剂也可配制为对带电粒子敏感，例如对扫描电子显微镜中产生的电子束敏感。这就是电子束直写光刻（electron-beam direct-write lithography） 的基础。
并非在所有情况下都需要阻剂。若干材料可以直接使用诸如軟微影技術、蘸笔纳米刻写、通过遮罩或模板的蒸镀等技术进行沉积或图案化。

## 典型工艺流程
1. 阻剂沉积：将前体溶液旋转涂覆在干净的（半导体）衬底上，例如硅晶圓，以形成非常薄且均匀的层。
2. 预烘（Soft Bake）：在低温下烘烤该层以蒸发残留溶剂。
3. 曝光：在阻剂中形成“隐像”，例如通过带有不透明与透明区域的光掩模用紫外光照射，或采用激光束或电子束直接写入。
4. 曝光后烘烤（Post-Exposure Bake）。
5. 显影（Development）：通过合适溶剂冲洗，移除已（或未）被曝光的阻剂区域。
6. 利用阻剂图案进行后续处理：湿法或干法蚀刻、剥离（lift-off）、掺杂等。
7. 阻剂去除（Resist Stripping）。

## 相关
- 电子束曝光
- 纳米光刻
- 光刻